# 도평리 산신제
도평리 산신제는 대한민국 충청남도 논산시 양촌면에서 행해지는 산신제이다. 2007년 12월 18일 논산시의 향토문화유산 제37호로 지정되었다.

## 개요
산신각은 1924년에 논산시 양촌면 도평3리 산5번지 일대에 세워진 산제당으로 지금까지도 매년 음력 정월 초 사흗날 산신제를 지내고 있다.